# Campeonato Mundial de Lucha de 1967
El XXV Campeonato Mundial de Lucha se realizó en dos sedes diferentes: la lucha grecorromana en Bucarest (Rumanía) entre el 1 y el 3 de septiembre y la lucha libre masculina en Nueva Delhi (India) entre el 12 y el 14 de noviembre de 1967. Fue organizado por la Federación Internacional de Luchas Asociadas (FILA) y las correspondientes federaciones nacionales de los países sedes respectivos.

## Resultados

### Lucha grecorromana
| Evento | Oro                     | Plata                   | Bronce                     |
| ------ | ----------------------- | ----------------------- | -------------------------- |
| 52 kg  | Vladimir Bakulin URSS   | Cornel Turturea Rumania | Imre Alker · Hungría       |
| 57 kg  | Ion Baciu Rumania       | János Varga · Hungría   | Tsutomu Hanahara Japón     |
| 63 kg  | Roman Rurua URSS        | Simion Popescu Rumania  | Hideo Fujimoto Japón       |
| 70 kg  | Eero Tapio · Finlandia  | Antal Steer · Hungría   | Vahap Pehlivan Turquía     |
| 78 kg  | Viktor Igumenov URSS    | Rudolf Vesper RDA       | Jan Kårström · Suecia      |
| 87 kg  | László Sillai · Hungría | Valentin Olenik URSS    | Wacław Orłowski · Polonia  |
| 97 kg  | Nikolai Yakovenko URSS  | Boyan Radev Bulgaria    | Nicolae Martinescu Rumania |
| +97 kg | István Kozma · Hungría  | Anatoli Roshchin URSS   | Petr Kment Checoslovaquia  |

### Lucha libre
| Evento | Oro                  | Plata                          | Bronce                        |
| ------ | -------------------- | ------------------------------ | ----------------------------- |
| 52 kg  | Shigeo Nakata Japón  | Richard Sanders Estados Unidos | Oh Jung-Yong Corea del Sur    |
| 57 kg  | Ali Aliyev URSS      | Bishamber Singh India          | Abutaleb Talebi Irán          |
| 63 kg  | Masaaki Kaneko Japón | Yelkan Tedeyev URSS            | Michael Young Estados Unidos  |
| 70 kg  | Abdolah Movahed Irán | Zarbeg Beriashvili URSS        | Eniu Valchev Bulgaria         |
| 78 kg  | Daniel Robin Francia | Guram Sagaradze URSS           | Tatsuo Sasaki Japón           |
| 87 kg  | Boris Gurevich URSS  | Francisc Balla Rumania         | Zhigzhidiin Mönjbat Mongolia  |
| 97 kg  | Ahmet Ayık Turquía   | Shota Lomidze URSS             | Said Mustafov Bulgaria        |
| +97 kg | Alexandr Medved URSS | Osman Duraliev Bulgaria        | Larry Kristoff Estados Unidos |

## Medallero
| Núm. | País           | Oro | Plata | Bronce | Total |
| ---- | -------------- | --- | ----- | ------ | ----- |
| 1    | URSS           | 7   | 6     | 0      | 13    |
| 2    | Hungría        | 2   | 2     | 1      | 5     |
| 3    | Japón          | 2   | 0     | 3      | 5     |
| 4    | Rumania        | 1   | 3     | 1      | 5     |
| 5    | Irán           | 1   | 0     | 1      | 2     |
| 5    | Turquía        | 1   | 0     | 1      | 2     |
| 7    | Finlandia      | 1   | 0     | 0      | 1     |
| 7    | Francia        | 1   | 0     | 0      | 1     |
| 9    | Bulgaria       | 0   | 2     | 2      | 4     |
| 10   | Estados Unidos | 0   | 1     | 2      | 3     |
| 11   | RDA            | 0   | 1     | 0      | 1     |
| 11   | India          | 0   | 1     | 0      | 1     |
| 13   | Checoslovaquia | 0   | 0     | 1      | 1     |
| 13   | Corea del Sur  | 0   | 0     | 1      | 1     |
| 13   | Mongolia       | 0   | 0     | 1      | 1     |
| 13   | Polonia        | 0   | 0     | 1      | 1     |
| 13   | Suecia         | 0   | 0     | 1      | 1     |
|      | TOTAL          | 16  | 16    | 16     | 48    |